# Павлов, Данила Сергеевич
Дани́ла Серге́евич Па́влов (род. 22 сентября 2002 года, Волгоград) — российский шахматист, шахматный композитор, специалист в области решения шахматных композиций. 
Чемпион мира по решению шахматных композиций в составе команды России (2021), 3-кратный чемпион мира по решению шахматных композиций в личном зачёте (2021, 2022, 2023). Чемпион Европы по решению шахматных композиций в составе команды России (2019), 2-кратный чемпион Европы по решению шахматных композиций в личном зачёте (2019, 2022). 2-кратный обладатель Кубка мира (2018/2019, 2021/2022). Шестикратный чемпион России, четырёхкратный обладатель Кубка России по решению шахматных композиций.
Мастер ФИДЕ по шахматам (2018). Самый молодой в истории Гроссмейстер России по шахматам (2019). Международный гроссмейстер по решению шахматных композиций (2021). Заслуженный мастер спорта России (2024).
Рекордсмен и текущий лидер (2835 баллов на 1.04.2025) мирового рейтинга решателей Всемирной федерации шахматной композиции (WFCC). 
Член национальной сборной России по решению шахматных композиций с 2016 года. Председатель комиссии по шахматной композиции Федерации шахмат России с 2023 года. 

## Биография
Родился 22 сентября 2002 года в Волгограде. С шахматами познакомился в 4 года. С детства увлекался спортом. Кроме шахмат, занимался спортивной гимнастикой, футболом (ФК «Судостроитель», тренер Кайгородов К. В.) и гандболом («ГК Каустик Волгоград»). 
С 5 лет в шахматной секции СК «Темп» (Красноармейского района). Первые тренеры: кмс Воронцов Валерий Иванович и кмс Гончаров Владимир Семёнович. В 2011 году перешёл в ведущую Волгоградскую шахматную школу ДЮСШ № 20 Ворошиловского района. В 9 лет стал кандидатом в мастера спорта по шахматам. 
В 2007—2011 годах обучался в общеобразовательном Лицее № 4, а в 2011—2017 годах — в Гимназии № 7. В период с 2013 по 2016 годы 4 раза подряд был капитаном шахматной сборной Гимназии № 7 в финальных турнирах Всероссийских и международных соревнований «Белая ладья». В 2013 году стал победителем Всероссийских соревнований «Белая ладья». Также в 2012 и 2015 годах становился обладателем детско-юношеского кубка России по шахматам в своей возрастной категории. 
С 2014 года стал обучаться шахматной композиции. Первый тренер по шахматной композиции — мастер спорта Ваулин Евгений Александрович. За достижения в области спорта в 2015 и в 2016 годах Павлов являлся стипендиатом Волгоградской городской Думы. 
В 2017 году на Конгрессе WFCC в Дрездене ему были присвоены звания Мастер ФИДЕ по решению шахматных композиций (англ. FIDE Solving Master) и Международный мастер по решению шахматных композиций (англ. International Solving Master of the FIDE). В том же 2017 году вместе с семьёй переехал в Москву, где в течение 3 лет продолжал обучение шахматной композиции под руководством змс мг Андрея Владимировича Селиванова. После чего стал самостоятельно готовиться к соревнованиям по своей методике. Выступал за «Юность Москвы» и с 2018 года за СШ «Школа Анатолия Карпова». В 2018 году выполнил норму и получил шахматное звание Мастер ФИДЕ. В 2019 году за победу на чемпионате Европы по решению шахматных композиций Министерство спорта РФ присвоило Даниле Павлову звание Гроссмейстер России по шахматам (соответствует званию Мастер спорта России международного класса). В 2020 году, окончив общеобразовательную школу № 1363 города Москвы, поступил в Государственный университет управления по направлению «Менеджер в спортивной индустрии». 
В 2024 году окончил университет с «красным» дипломом.
За победы в личном и командном чемпионате мира по решению шахматных композиций 2021 года на Конгрессе WFCC, проходившем в Родосе (Греция) параллельно чемпионату среди решателей, Павлову было присвоено звание Международного гроссмейстера ФИДЕ по решению шахматных композиций (англ. International Grandmaster of the FIDE for Solving).  
В 2022 году Павлов в течение одного года победил во всех международных и Всероссийских официальных соревнованиях по решению шахматных композиций, в которых участвовал, за что получил прозвище «Месси композиции». В этот год он выиграл индивидуальные: чемпионат мира, чемпионат Европы, чемпионат России, кубок мира, кубок России, Всемирный интернет-турнир, а также стал чемпионом мира, Европы и России среди юниоров. В этом же 2022 году был награждён Почётной грамотой МГФСО Москомспорта. 
В 2023 году Павлов продолжил свои успешные выступления. Уже 1 января он возглавил международный рейтинг шахматистов-решателей WFCC, а на 1 октября установил рекордный показатель международного рейтинга в истории — 2820, опередив на 1 балл предыдущего рекордсмена Георгия Евсеева. Рейтинг-лист на 1 января 2025 года зафиксировал новый рекорд Павлова — 2835 баллов.
В сентябре 2023 года в Батуми (Грузия) 3-й год подряд выиграл личный чемпионат мира по решению среди мужчин и в 5-й раз — чемпионат мира среди юниоров до 23 лет.  
9 октября 2023 года был назначен председателем Комиссии по шахматной композиции Федерации шахмат России. 26 октября того же года в конференц-зале Правительства Москвы был награждён «Благодарностью руководителя Департамента спорта Москвы» за вклад в развитие физической культуры и спорта в Москве и признан «Спортсменом года МГФСО Москомспорта» 2023 года. 
В 2024 году Министерством спорта РФ присвоено почётное спортивное звание «Заслуженный мастер спорта». 1 марта 2025 года перед стартом 20-го международного шахматного турнира «Аэрофлот опен» исполнительный директор ФШР Александр Васильевич Ткачев вручил Даниле Павлову удостоверение и знак «Заслуженного мастера спорта России». На этом турнире Павлов выполнил свой первый норматив международного мастера по шахматам. 
Организатор мастер-классов, шахматных школ и тренингов по шахматной композиции в городах: Москве, Суздале, Дзержинске, Воронеже, Якутске, Сочи и посёлке Огниково (Московская область). За этот период подготовил молодых шахматистов-решателей: чемпионов мира, Европы, России, Москвы и ФО среди мальчиков и девочек, юношей и девушек, юниоров и юниорок, мужчин, женщин. Судья детско-юношеских первенств России по решению шахматных композиций 2024—2025 годов.

## Семья
Отец — Павлов Сергей Павлович (род. 1971), мать — Павлова Елена Юрьевна (род. 1973). Оба инженерно-технические работники «Волгоградского сталепроволочноканатного завода» (ВСПКЗ). Брат Иван (род. 2004) в 2019 году стал чемпионом Европы среди юношей по современному мечевому бою (СМБ). 

## Достижения в соревнованиях по решению шахматных композиций

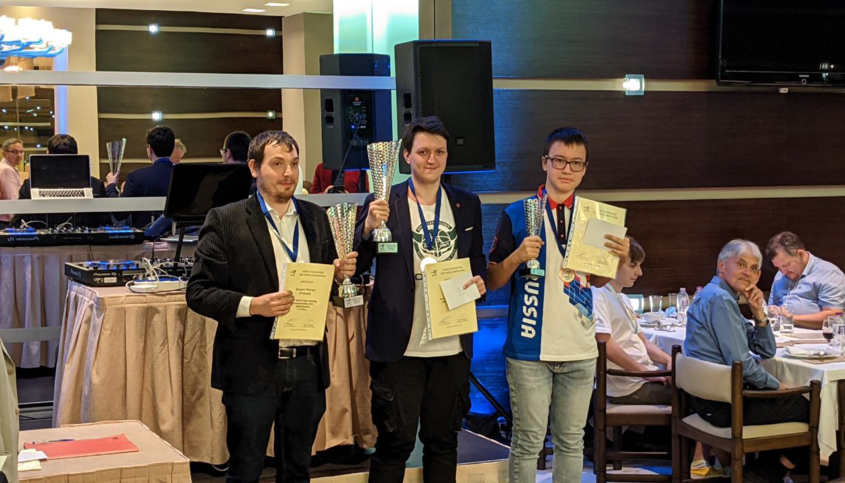
Призёры чемпионата мира по решению 2021 года в личном зачёте. Слева направо: К. Пёрун (Польша, 2-е место), Д. Павлов (Россия, 1-е место), У. Хасанов (Россия, 3-е место)

- 3-кратный чемпион мира: 2021, 2022, 2023 гг.
- Победитель командного чемпионата мира: 2021 г.
- 2-кратный серебряный призёр командного чемпионата мира: 2018, 2019 гг.
- 2-кратный обладатель кубка мира: 2018/2019, 2021/2022 гг.
- 2-кратный чемпион Европы: 2019, 2022 гг.
- Победитель командного чемпионата Европы: 2019 г.
- Бронзовый призёр командного чемпионата Европы: 2017 г.
- 4-кратный чемпион России: 2019, 2022, 2024, 2025 гг.
- 2-кратный серебряный призёр чемпионата России: 2021, 2023 гг.
- 2-кратный победитель командного чемпионата России: 2022, 2023 гг.
- 4-кратный обладатель кубка России: 2021, 2022, 2023, 2024 гг.
- 2-кратный чемпион Центрального Федерального округа: 2018, 2023 гг.
- 5-кратный чемпион Москвы: 2019, 2020, 2021, 2022, 2023 гг.
- 5-кратный чемпион мира среди юниоров до 23 лет: 2017, 2018, 2021, 2022, 2023 гг.
- 3-кратный чемпион Европы среди юниоров до 23 лет: 2017, 2019, 2022 гг.
- 4-кратный чемпион России среди юниоров до 21 года: 2019, 2020, 2021, 2022 гг.
- Чемпион мира среди юношей до 15 лет: 2016 г.
- 6-кратный чемпион России среди юношей до 15-19 лет: 2014, 2015, 2016, 2017, 2018, 2019 гг.
- Спортсмен года МГФСО Москомспорта 2023 г.

Тренеры по шахматной композиции: мс Ваулин Е. А. (г. Волжский), кмс Яхтенфельд М. А. (г. Волгоград), змс мг Селиванов А.В. (г. Москва).

## Достижения в соревнованиях по классическим шахматам, рапиду и блицу
- Призёр международных шахматных турниров среди мужчин — Фуджейра (ОАЭ, 2020, блиц)[9], Больцано (Италия, 2021, классика)[10].
- Бронзовый призёр чемпионата России по рапиду среди юношей до 19 лет (2019)[11]
- 2-кратный Обладатель Кубка России среди юношей — до 11 лет (2012) и до 15 лет (2015).
- Победитель Всероссийского школьного турнира «Белая ладья» (2012, 2-я доска).

Тренеры по шахматам: Воронцов В. И., Гончаров В. С., Несытов А. А., Маслак А. В., Шубин А. В., мс Худяков А. П. (все Волгоград), мф Велиев С. (Украина), мг зтр Калинин А. В., жмг Василевич И. А. (оба Москва).

## Изменения рейтинга
| Графики недоступны из-за технических проблем. См. информацию на Фабрикаторе и на mediawiki.org. |